# Chellal
Chellal (în arabă شلال) este o comună din provincia M'Sila, Algeria.
Populația comunei este de 5.411 locuitori (2008).